# Попов, Николай Иванович (историк)
Николай Иванович Попов (1834 — 29 января [10 февраля] 1870) — российский историк, исследователь старообрядчества.

## Биография
Происходил из дворовых людей. Достиг высокой образованности путём чтения книг и написания трудов. Работал переплётным мастером в типографии Московского университета. На собственные средства собрал большую библиотеку рукописей по вопросам раскола, часть которых издал и которые все завещал Московскому Румянцовскому музею.

## Сочинения
- Попов Н. И. Забытые люди : Драма из жизни беспоповцев-безбрачников : В 4-х д. — М.: Унив. тип., 1867. — 130 с.
- Попов Н. И. Заметка для старообрядца-беспоповца Преображенского кладбища. — СПб.: тип. духовного журн. «Странник», 1865. — 15 с. — (извлеч. из газ. «Совр. листок»).
- Попов Н. И. Материалы для истории беспоповщинских согласий в Москве, федосиевцев Преображенского кладбища и Поморской Монинского согласия. — М.: О-во истории и древностей росс. при Моск. ун-те, 1870. — 174 с. — (отт. из: Чтения в О-ве истории и древностей росс. при Моск. ун-те. — 1869. — Т. 2-3).
- Попов Н. И. Окружное послание старообрядцев поповщинского согласия. — М.: тип. Бахметева, 1865. — 35 с. — (из: // День (газ.) — № 34.).
- Попов Н. И. Ответ профессору С.-Петербургской духовной академии И. Нильскому [на его статью по поводу «Сборника из истории старообрядчества» и «Сборника для истории старообрядчества», изд. автором]. — СПб.: тип. Дома призрения малолетнях бедных, 1865. — 20 с.
- Попов Н. И. Сборник для истории старообрядчества. — М.: Унив. тип., 1864-1866. — Т. 1-2.
  - . — 1864. — Т. 1. — 317 с.
  - . — 1866. — Т. 2. — 774 с.
- Попов Н. И. Сборник из истории старообрядства. — М.: Унив. тип., 1864. — 162 с. — (Содерж.: Афанацкович П. Краткая и достоверная повесть о белокриницких раскольницех. — Васильев П. Основание Белокриницкой обители в Буковине. — Васильев П. Документы, касающиеся условия с заграничным митрополитом Амвросием. — Письмо к образованному старообрядцу, принадлежащему к расколу-поповщине. — Рассказ дяди Онисима. — Кто такие были епископы Рогожского кладбища).
- Попов Н. И. Что такое современное старообрядчество в России? Опыт исследования. — М.: Синод. тип., 1866. — 111 с.
- Устав федосиан (с предисловием Н. Попова) // Истина. — 1871. — Кн. 19.